# Henry Clifton Sorby
Henry Clifton Sorby (Woodbourne, perto de Sheffield, South Yorkshire, 10 de maio de 1826 — Broomfield, perto de Sheffield, 9 de março de 1908) foi um geólogo britânico.
Foi um especialista em microscopia.
Foi laureado com a medalha Wollaston de 1869, concedida pela Sociedade Geológica de Londres.